# أب أعزب (مسلسل)
أب أعزب هو مسلسل تلفزيوني درامي جزائري عُرض لأول مرة في رمضان 1446 هـ (2025) على شاشة تلفزيون النهار.

## قصة مسلسل
في إطار كوميدي، يقرر زوجان أن الخلع هو الحل الأمثل لكل مشاكلهما، لكن سرعان ما يكتشف الأب أن الحياة بعد الطلاق ليست بالبساطة التي توقعها، خاصة بعد أن أصبح مسؤولًا بمفرده عن ابنتيه. وبينما يحاول التوفيق بين دوره كأب وحياته الشخصية، يجد نفسه أمام حب جديد يُربك حساباته، مما يؤدي إلى سلسلة من المواقف الطريفة والمفارقات غير المتوقعة.

## الممثلون
البطولة
- سمير عبدون
- ياسمين عماري
- بدور بن شفون
- نائلة بوشنة
- مصطفى عياد
- وهيبة حاجي
- لعيمش مايا ايمان
- مروان عدالي
- مالك رباعي
- فضيلة حشماوي

وعدة نجوم وممثلين جزائريين

## روابط خارجية
- أب أعزب على موقع IMDb (الإنجليزية)
- أب أعزب على موقع قاعدة بيانات الأفلام العربية